# Lamballe
Lamballe (tiếng Breton: Lambal, Gallo: Lanball) là một xã của tỉnh Côtes-d’Armor, thuộc vùng Bretagne, tây bắc Pháp.